# Les Mâles
Pour plus de détails, voir Fiche technique et Distribution.
Les Mâles est un film québécois réalisé par Gilles Carle en 1971. Il met en vedette Donald Pilon et René Blouin. Il s'agit du 4e long-métrage du cinéaste. 
L'auteur-compositeur Stéphane Venne composa la musique du film ainsi que la chanson « Le temps est bon » interprétée par la chanteuse Isabelle Pierre qui est le thème principal. Elle a été composée exclusivement pour le film, puis reprise sur disque (45-tours et album) chez Barclay-Canada, où Isabelle Pierre était sous contrat comme artiste.

## Synopsis
Jean St-Pierre, 34 ans natif de Chicoutimi, (Donald Pilon) et Émile Ste-Marie, 24 ans natif de Montréal, (René Blouin) vivent en exclusion de la société dans les bois depuis plus d'un an et demi. St-Pierre est un ancien bûcheron, un métier qu'il a commencé à l'âge de 11 ans. Ste-Marie est un ancien étudiant et fut également chauffeur de taxi et laveur de vaisselles.  
St-Pierre et Ste-Marie commencent à trouver le temps long en forêt et se questionnent quant à leur décision d'avoir quitté la société. Selon les dires de St-Pierre, il n'est pas un contestataire de la société. Il se décrit comme un travailleur « écœuré » qui a « jumpé ». Ste-Marie quant à lui est un contestataire de la société puisque, étant étudiant, il n'a jamais eu de vrai travail. 
Autodidacte, St-Pierre s'instruit sur l'horticulture grâce à son livre Flore laurentienne, l'œuvre du Frère Marie-Victorin. Il est rendu à la page 553, cela veut donc dire qu'ils ont quitté la vie en société depuis 553 jours. La présence féminine commence grandement à leur manquer. Ste-Marie a des visions de femmes aux cheveux bruns lorsqu'il regarde un sapin. Pour combler son manque de femme, il sculpte des poitrines féminines dans le bois. Décidés à assouvir leur pulsion sexuelle, ils décident de partir vers le village voisin (quatre jours de marche plus deux jours de canot) pourchasser une concubine. Arrivé en ville, Ste-Marie flanche et revient sur sa décision, il veut que la femme choisie soit consentante à les suivre en forêt. Ils localisent une jolie infirmière, Dolorès (Katerine Mousseau) qui travaille dans une collecte de don de sang. Ste-Marie s'inscrit pour donner du sang mais intimidé par la beauté de Dolorès, il ne réussit pas à prononcer un mot. Ils reviennent au plan initial et enlèvent donc Dolorès et deux autres infirmières qu'ils relâchent aussitôt arrivé à l’orée des bois. St-Pierre et Ste-Marie s'excusent auprès de Dolorès. Ils lui expliquent qu'ils ont grandement besoin d'une présence féminine et qu'ils sont « deux âmes en détresse ». Ils lui disent également qu'ils l'ont choisie depuis un an et demi. Dolorès, honorée d'avoir été choisie, sera, selon elle, leur « inspiratrice ». 
Comble de malchance, Dolorès est la fille du Chef de police de la ville, qui est également le maire. L'alerte est annoncée, une délégation de citoyen volontaire part à leur recherche dans les forêts, dont un groupe de conducteurs de dragsters et de motocross (Joël Denis jouant le rôle du pompiste). Les deux marginaux sont rapidement retrouvés et emprisonnés. De leur cellule de prison, ils sont des vrais attractions touristiques du village. Ils sont décrits par l'ensemble de la communauté comme des Hommes-singes. Lors de la prise d'empreinte digitale sur encre, Fontaine le gardien de prison (Guy L'Écuyer), qui exécute la tâche pour la première fois, ne réussit pas à étamper les doigts des deux détenus puisqu'ils sont trop sales. La scène suivante, ils se font laver par le boyau d'arrosage du chef des pompiers (Jacques Bilodeau). Dolorès propose à ses ravisseurs de les libérer à condition qu'ils l'emmènent avec eux. Ils acceptent à une condition: qu'elle montre ses seins à Ste-Marie et ses fesses à St-Pierre. Une fois sortis de prison, Ste-Marie et St-Pierre délaissent Dolorès et s'enfuient vers leur campement en forêt. Ils craignent la vengeance du chef de police.  
Arrivés à leur repaire, ils remarquent qu'une inconnue, Rita Sauvage (Andrée Pelletier) s'y est installée. Les deux hommes prennent le pacte suivant : aucun ne peut la toucher. St-Pierre lui demande s'il peut la surnommer Geneviève en l'honneur de Geneviève de Brabant, elle accepte. Ste-Marie la surnomme alors Isabelle en l'honneur de Isabelle de Castille.  
Lors d'une nuit, St-Pierre brise sa promesse et succombe à la tentation, il fait l'amour avec Rita. Ste-Marie, jaloux, boude dans son coin. Une fois terminé, les rôles sont inversés. Ste-Marie fait l'amour avec Rita et St-Pierre, à l'écart, est maintenant jaloux. À trois, ils forment un triangle amoureux. Les deux hommes deviennent heureux. Leur campement devient plus convivial grâce à Rita. Même les sculptures de paires de seins de Ste-Marie sont redécorés en paires d'yeux. Nait alors une rivalité entre les hommes à l'égard de Rita Sauvage. Un jour, Ste-Marie menace St-Pierre avec sa carabine. Ce dernier lui soutire son arme et l'assomme. Par la suite, Ste-Marie confie à St-Pierre qu'il est tombé amoureux de Rita et qu'il ne veut plus la partager avec lui puisqu'il est trop jaloux. Rita se dit déçue du comportement de Ste-Marie et ne veut plus coucher avec lui. En colère, Ste-Marie reprend sa carabine et tire en direction de St-Pierre pour lui ordonner de quitter le campement. St-Pierre se cache et parvient à attraper sa carabine lui aussi. À travers les branches de la forêt, les deux hommes se tirent dessus et se blessent mutuellement. Pendant ce temps, Rita quitte le campement.  
St-Pierre et Ste-Marie quittent leur campement et partent à sa recherche. Au village, c'est la veille du mariage de Dolorès. Celle-ci est enceinte. Lorsqu'ils déposent le gâteau de mariage dans la salle de réception, Fontaine et le pompiste se demandent qui est le père de l'enfant. Selon Fontaine, il s'agit soit du bûcheron soit de l'étudiant, donc soit St-Pierre soit de Ste-Marie. Le maire du village et chef de police quant à lui, ne s'est jamais pardonné d'avoir laissé échapper les ravisseurs de sa fille. Selon lui, une bonne patrouille aérienne aurait permis la capture des fugitifs. St-Pierre et Ste-Marie sont devenus son obsession à un point tel qu'il frôle la folie. 
Arrivés chez Dolorès, St-Pierre et Ste-Marie l'interpellent de dehors par la fenêtre. Ils ont besoin de son aide. Entre-temps, le père de Dolorès aperçoit les deux hommes-singes. Dolorès tente de le convaincre qu'il s'est simplement confondu avec un calendrier où l'on voit deux primates. Il tente d'alerter Fontaine mais celui-ci ne l'écoute pas, il croit qu'il s'agit d'une autre hallucination. 
Dolorès emmène St-Pierre et Ste-Marie se cacher dans le sous-sol de la salle paroissiale où aura lieu le mariage. Ils lui disent qu'ils sont à la recherche d'une dénommée Rita Sauvage et qu'ils ont besoin de son aide pour la retrouver. Dolorès les délaisse un moment pour aller chercher des informations. Elle leur demande de ne pas bouger et de rester bien cachés. Mais, trop affamés, les deux hommes des bois partent à la recherche de nourriture. St-Pierre craint que Dolorès ne soit partie les dénoncer à la police. Il confie à Ste-Marie qu'il n'a jamais fait confiance aux femmes puisqu'il a déjà été marié, ce que Ste-Marie ignorait jusqu'alors. Il a même eu deux enfants de son union. Ils arrivent sur les planches d'une scène de théâtre au rideau fermé. Le décor de la scène constitue une chambre à coucher bleue et rose. Ils lèvent le rideau et découvrent les installations pour le mariage du lendemain. Ils trouvent le gâteau quatre étages du mariage qu'ils s'empressent de dévorer. Ste-Marie demande à St-Pierre s'il compte un jour revoir sa femme. Celui-ci lui répond que tout ce qu'il fait la fait souffrir, car sa femme croit que l'homme est un prince charmant fait pour la vie de famille à la maison. St-Pierre dit à Ste-Marie, qu'après réflexion, il ressemble à Jésus-Christ et que lui ressemble à son disciple ; d'ailleurs il porte le même nom. St-Pierre repense à Rita et à quel point elle était une femme idéale pour eux deux. Ensemble, ils lèvent leur verre et jurent fidélité auprès d'elle. 
Dolorès les rejoint et les informe que Rita est passée par le village cinq jours plus tôt et qu'elle a pris l'autobus vers Montréal. Avant de partir, Dolorès aimerait faire l'amour avec St-Pierre et Ste-Marie car elle croit que cela lui donnera du courage pour le lendemain. Ste-Marie sera le premier pendant que St-Pierre continue à manger le gâteau. Ste-Marie et Dolorès consomment leur amour caché sous les tables du mariage. Au même moment Fontaine entre dans la salle de réception avec le chef de police pour lui montrer les installations du mariage. Ce dernier, terrifié d'avoir revu les deux sauvages, porte un casque d'armée et tient fermement sa mitraillette. St-Pierre se cache aussitôt. Le chef de police sent qu'il y a quelqu'un dans la salle. Fontaine aperçoit alors les vêtements de Ste-Marie et Dolorès sur le plancher. Afin de protéger le chef de commettre une crise de panique, il tente de le dissuader de quitter les lieux. St-Pierre assomme les deux policiers et demande aux deux tourtereaux de s'empresser de finir. 
Une fois arrivé à Montréal, ils parcourent les Sauvage de l'annuaire téléphonique de la ville. Après plusieurs tentatives échouées, Émile et Jean abandonnent leur recherche. Le film se termine avec Émile et Jean, gelés dans un parc, se résolvant à communiquer avec leur bien-aimée par la pensée.

## Fiche technique
- Titre : Les mâles
- Titre de travail : Phytécantropus erectus[1]
- Réalisation : Gilles Carle
- Production : Pierre Lamy
- Scénario : Gilles Carle
- Directeur de la photographie : René Verzier
- Son : Raymond Marcoux
- Mixage : Jean-Pierre Joutel et Michel Belaieff
- Montage : Gilles Carle
- Montage sonore : Vic Merrill
- Musique : Stéphane Venne
- Chanson : « Le Temps est bon » composée par Stéphane Venne
- Pays :  Canada
- Langue : français
- Durée : 1h47
- Date de sortie : 
  - Canada : 3 mars 1971

## Distribution
- Donald Pilon - Jean St-Pierre
- René Blouin - Émile Ste-Marie
- Andrée Pelletier - Rita Sauvage
- Katerine Mousseau - Dolorès
- Marc Gélinas - Le journaliste
- Guy L'Écuyer - Fontaine
- Jacques Bilodeau - Un pompier
- José Rettino
- Robert Desroches
- Paul Gauthier
- Danièle Lafleur
- Michèle Latraverse
- J.-Léo Gagnon - Le Chef de Police et le Maire de la ville
- Joël Denis - Le pompiste, conducteur de Dragster

## Analyse du film
- Le film aborde la question de la crise identitaire, une problématique que l'on retrouve dans plusieurs réalisations de Gilles Carle comme La Mort d'un bûcheron ou La Tête de Normande St-Onge. Émile et Jean ont quitté la vie sociétaire afin de vivre seuls, au fin fond d'une forêt, en guise de contestation contre la société. «C'est, pour moi, deux hommes parfaitement ridicules qui cherchent à se révolutionner eux-mêmes. [...] c'est-à-dire que ce sont deux québécois qui n'acceptent pas (contester et «jumper» c'est superficiel), qui préfèrent vivre d'un manière ridicule plutôt que d'une façon non ridicule mais copiée sur des standards établis.»[1]
- La fuite est également un thème centrale chez Gilles Carle, par exemple Red ou La vraie nature de Bernadette. Après avoir fui physiquement la vie en société, le film se termine sur Émile et Jean qui méditent, une fuite psychologique.
- Réalisé l'année suivante, La Vraie Nature de Bernadette raconte l'histoire d'une femme qui abandonne tout de sa vie citadine pour aller vivre à la campagne. Avec Les mâles, les deux films forment un diptyque qui aborde  le retour vers la nature.

## Autour du film
- Le film souligne l'unique présence au grand écran du politicien René Blouin qui vécut une brève carrière de comédien.
- Plusieurs scènes hilarantes mettent en scène le chanteur et animateur de télévision Joël Denis. Celui-ci joue un petit rôle sans nom, celui du conducteur de Dragster, ou le Pompiste selon le scénario original de Gilles Carle[2].

- Selon le générique d'ouverture du film, Stéphane Venne a composé la chanson la chanson originale Carmen (un bûcheron inconnu), cependant la chanson-thème du film est Le temps est bon composé également par Venne et interprétée par Isabelle Pierre.